# Östra Torsås församling
Östra Torsås församling var en församling i Östra Torsås pastorat, Östra Värends kontrakt i Växjö stift, Växjö kommun, Kronobergs län. Församlingen uppgick 2014 i Ingelstads församling.
Församlingskyrka var Östra Torsås kyrka.

## Administrativ historik
Församlingen har medeltida ursprung.
Församlingen bildade till 1962 som annexförsamling pastorat med Nöbbele församling, därefter som moderförsamling med Hemmesjö med Tegnaby församling, från 1992 till 2014 med Uråsa, Jäts och Nöbbele församlingar, vilka 1995 bildade Östra Torsås kyrkliga samfällighet.. Församlingen uppgick 2014 i Ingelstads församling.